# Now and Forever: The Hits
Now and Forever: The Hits è il primo greatest hits del trio femminile statunitense TLC pubblicato nel 2004 per la Arista Records.

## Tracce
1. "Ain't 2 Proud 2 Beg" (7" Mix) - 4:08
2. "What About Your Friends" (Radio Edit w/Rap) - 4:04
3. "Hat 2 Da Back" (Radio Mix) - 4:07
4. "Get It Up" (Radio Edit) - 4:14
5. "Baby-Baby-Baby" (Radio Edit) - 3:58
6. "Creep" - 4:26
7. "Red Light Special" (Radio Edit) - 4:37
8. "Waterfalls" (Single Edit) - 4:18
9. "Diggin' On You" - 4:14
10. "Kick Your Game" - 4:14
11. "Silly Ho" (Clean Version) - 4:15
12. "No Scrubs" (Rap Version) - 3:39
13. "Unpretty" (Radio Version) - 4:00
14. "Come Get Some" (featuring Lil' Jon & Sean Paul of Youngbloodz) - 4:19
15. "Girl Talk" (New Mix) - 3:35
16. "Damaged" (Acoustic Version) - 3:52
17. "Whoop De Woo*" - 3:52
18. "In Your Arms Tonight" - 4:29
19. "Turntable" - 3:24
20. "I Bet" (featuring O'so Krispie)^ - 3:23